# Brick Mansions
Brick Mansions (no Brasil, 13º Distrito e em Portugal, Bairro 13) é um filme de drama franco-canadense de 2014, dirigido e escrito por Camille Delamarre e Luc Besson. Estrelado por Paul Walker, David Belle e RZA, foi lançado cinco meses depois da morte de Walker. É um remake do filme francês de 2004 Distrito 13, no qual Belle também estrelou.

## Elenco
- Paul Walker - Damien Collier
- David Belle - Lino Duppre
- RZA - Tremaine Alexander
- Gouchy Boy - K2
- Catalina Denis - Lola
- Carlo Rota - George the Greek
- Carolina Bartczak - Clara
- Kwasi Songui - Big Cecil
- Robert Maillet - Yeti
- Ayisha Issa - Rayzah
- Richard Zeman - Reno